# Polaris Entertainment
Polaris Entertainment (en hangul: 폴라리스 엔터테인먼트), anteriormente conocido como Ilgwang Polaris, es un sello discográfico con sede en Seúl, Corea del Sur, fundada el 21 de agosto de 2006. Anteriormente era una subsidiaria de Ilgwang Group, un conglomerado de Corea del Sur cuyo negocio principal es el comercio de armas, siendo ahora una subsidiaria de Levite United, fundada por el CEO y fundador del Grupo Ilgwang, Lee Jong-myung.

## Artistas

### Grupos
- Tripleme

### Solistas
- Han Hee-jun[7]

### Actores/Actrices
- Jung Ho Bin
- Kim Bo Jung
- Lee Ji An
- Nam So Ok
- Oh Yoon Ah
- Park Chan Kyu
- Lee Woo Jong
- Choi Si Hun
- Park Chan Kyu
- Choi Jae Won
- Kim Kang Jin
- Yoo Hyun Seok

## Antiguos artistas
| - Ladies' Code (2013–2020) - Ivy - Rumble Fish - Kim Wan-sun - Kim Tae-woo (2006–2011) - Chae Dong-ha (2007–2011) - Dia (2010–2012) - Hwang Ji-hyun (???–2012) - Iron (2015) - Kim Bum-soo (2008–2018) - Sunye (2018–2022) | - Clara Lee (2006–2014) - Choi Moo-sung - Jae Hee - Jeong Ho-bin - Ji Dae-han - Jung Jae-eun - Jung Joon - Lee Eun-woo - Lee Kyun - Kim Joon-bae - Kim Se-ah - Kim Tae-han - Oh Yoon-ah - Park Jung-chul - Ryu Hwa-young - Shin Min-cheol - Sunwoo Jae-duk - Yang Dong-geun |